# تايلور ويلي
تايلور ويلي (بالإنجليزية: Taylor Wily)‏ واسمه الحقيقي تيلا وو هو ممثل ومصارع سومو سابق أمريكي ولد يوم 14 يونيو 1968 في هونولولو. نافس وفاز بعدة بطولات واشتهر بنزاله الذي فاز به ضد الهولندي جيرارد غوردو في سنة 1993. في سنة 2004 بدأ بالتمثيل، فظهر في مسلسل ماغنام.

## روابط خارجية
- تايلور ويلي على موقع IMDb (الإنجليزية)
- تايلور ويلي على موقع ألو سيني (الفرنسية)
- تايلور ويلي على موقع قاعدة بيانات الفيلم (الإنجليزية)
- تايلور ويلي على موقع يو إف سي (الإنجليزية)
- تايلور ويلي على موقع شيردوغ (الإنجليزية)
- تايلور ويلي على موقع Tapology.com (الإنجليزية)